# 엑스맨 (영화)
《엑스맨》(영어: X-Men)은 마블 코믹스 엑스맨을 기반으로 한 2000년 미국의 슈퍼히어로 영화이다. 엑스맨 영화 시리즈의 첫 번째 작품이다. 브라이언 싱어가 감독하였다.

## 줄거리
1944년 나치가 점령한 폴란드에서 13세의 에릭 렌셔는 아우슈비츠 강제 수용소에 들어가자마자 부모와 헤어지게 된다. 그들에게 다가가려고 시도하는 동안 그는 자기장을 생성하는 돌연변이 능력 때문에 일련의 금속 문이 자신을 향해 구부러지지만 경비원에 의해 기절된다. 그리 멀지 않은 미래에 로버트 켈리 미국 상원의원은 돌연변이가 자신의 정체와 능력을 밝히도록 강제하는 "돌연변이 등록법"을 의회에서 통과시키려 한다. 현재 "마그네토"라는 이름으로 알려진 렌셔와 그의 텔레파시 동료인 찰스 엑세비어 교수가 있다. 엑세비어는 참석한 렌셔를 보고 그가 등록법에 어떻게 대응할지 걱정한다.
미시시피주 메리디안에서 17세의 마리는 다른 사람의 힘과 생명력을 흡수하는 돌연변이 능력 때문에 남자친구에게 키스한 후 우연히 혼수상태에 빠진다. "로그"라는 이름을 채택한 그녀는 앨버타로 도망쳐 그곳에서 "울버린"으로도 알려진 로건을 만난다. 이 돌연변이는 초인적인 치유 능력과 손가락 관절 사이에서 튀어 나온 금속 발톱을 가지고 있다. 그들은 매그니토의 브라더후드 오브 뮤턴츠의 일원인 세이버투스의 길에서 공격을 받지만, 자비에의 엑스맨의 두 멤버인 사이클롭스와 스톰이 도착하여 그들을 구한다. 울버린과 로그는 뉴욕 웨스트체스터 카운티에 있는 엑세비어의 돌연변이 학교로 보내진다. 여기서 엑세비어는 로건에게 매그니토가 그에게 관심을 가진 것 같다고 말하고 문제를 조사하는 동안 머물 것을 요청한다. 도적이 학교에 등록한다.
켈리 상원 의원은 브라더후드 회원인 토드와 미스티크에 의해 납치되어 미지의 제노샤섬에 있는 은신처로 옮겨졌다. 매그니토는 정상적인 인간에게 돌연변이를 유발하는 방사선장을 생성하는 자기 능력으로 구동되는 기계의 테스트 대상으로 켈리를 사용한다. 켈리는 나중에 새로 발견된 돌연변이를 이용하여 탈출한다. 로그는 악몽을 꾸는 동안 밤에 울버린을 방문한다. 놀란 그는 우연히 그녀를 찔렀지만 그녀는 그의 치유 능력을 흡수하여 회복할 수 있다. 이것은 돕기 위해 도착한 동료 학생들이 관찰한다. 그녀는 나중에 로그의 짝사랑 보비 드레이크로 위장한 미스티크에 의해 엑세비어가 그녀에게 화가 났고 학교를 떠나야한다고 확신한다. 엑세비어는 돌연변이 찾기 기계 세레브로를 사용하여 기차역에서 로그를 찾고 엑스맨은 그녀를 찾으러간다. 한편 미스티크는 세레브로에 들어가 방해한다.
스톰과 사이클롭스보다 앞서 떠난 울버린은 기차에서 로그를 발견하고 학교로 돌아가도록 설득한다. 그들이 떠나기 전에 매그니토가 도착하여 울버린을 쓰러뜨리고 로그를 제압하여 울버린이 아니라 그가 원하는 사람이 그녀임을 밝힌다. 엑세비어는 세이버투스를 정신적으로 제어하여 그를 막으려하지만 마그네토가 기차역에 모인 경찰을 위협하여 브라더후드가 로그와 함께 탈출 할 수 있도록하자 그는 손을 놓아야한다. 켈리가 학교에 도착하고 엑세비어는 마그네토의 기계에 대해 알아보기 위해 마음을 읽는다. 그를 거의 죽일 뻔한 권력의 부담을 깨달은 엑스맨은 그가 자신의 권력을 로그에게 이전하고 그녀를 사용하여 그녀의 생명을 희생하여 권력을 행사할 것이라고 추론한다. 켈리의 몸은 그의 돌연변이를 거부하고 그의 몸은 액체로 용해된다. 엑세비어는 세레브로를 사용하여 로그를 찾으려고 시도하지만 미스티크의 방해 행위로 인해 그를 무력화시키고 혼수 상태에 빠진다. 동료 텔레키네틱스 및 텔레파시 진 그레이는 세레브로를 수정하고 사용하며 브라더후드가 돌연변이 유발 기계를 리버티 아일랜드에 배치하고 이를 사용하여 인근 엘리스 아일랜드의 정상 회담에서 만나는 세계 지도자들을 "돌연변이"하는 데 사용할 계획임을 알게 된다. 엑스맨은 자유의 여신상을 확장하여 브라더후드와 싸우고 압도하고 마그네토는 자신의 힘을 로그에게 이전하고 돌연변이 기계를 활성화한다. 울버린이 매그니토와 맞서고 주의를 돌리자 사이클롭스는 그를 폭파하여 울버린이 기계를 파괴할 수 있도록 한다. 그는 자신의 힘을 로그에게 이전하여 자신을 무력화시키면서 그녀를 젊어지게 한다.
엑세비어 교수와 울버린은 혼수 상태에서 회복된다. 이 그룹은 또한 미스티크가 섬 전투에서 탈출하여 울버린에 의해 심각한 부상을 입었음에도 불구하고 켈리 상원 의원을 사칭하고 있음을 알게된다. 엑세비어는 울버린에게 캐나다의 버려진 군사 시설에서 자신의 과거에 대한 단서를 제공한다. 매그니토는 플라스틱으로 지어진 단지에 수감되어 자비에르가 방문하고 매그니토는 언젠가 탈출하여 싸움을 계속할 것이라고 경고한다. 엑세비어는 항상 그를 막기 위해 거기에 있을 것이라고 대답한다.

## 출연
- 휴 잭맨 - 로건 / 울버린
- 패트릭 스튜어트 - 찰스 엑세비어 / 프로페서 X
- 이언 매켈런 - 에릭 렌셔 / 매그니토
  - 브렛 모리스 - 어린 에릭
- 할리 베리 - 오로로 먼로 / 스톰
- 제임스 마즈든 - 스콧 서머스 / 사이클롭스
- 팜커 얀선 - 진 그레이 박사
- 리베카 로메인스테이모스 - 레이븐 다크홈 / 미스티크
- 애나 패퀸 - 마리 / 로그
- 브루스 데이비슨 - 로버트 켈리 상원의원
- 타일러 메인 - 세이버투스
- 레이 파크 - 모티머 토인비 / 토드
- 숀 애슈모어 - 바비 드레이크 / 아이스맨
- 서멜라 케이 - 키티 프라이드
- 커트리나 플로어스 - 주빌리
- 도널드 매키넌 - 콜로서스

## 한국판 성우진(SBS) (2003년 9월 13일)
- 신성호 - 울버린(휴 잭맨)
- 이완호 - 자비에 교수(패트릭 스튜어트)
- 김병관 - 매그니토(이언 매켈런)
- 문선희 - 진 그레이(팜커 얀선)
- 홍성헌 - 사이클롭스(제임스 마즈든)
- 강희선 - 스톰(할리 베리)
- 김아영 - 로그(애나 패퀸)
- 채의진 - 미스틱(리베카 로메인)
- 송두석 - 켈리 의원(브루스 데이비슨)
- 이근욱 - 유엔 사무총장(엘리아스 자로우)
- 최옥희 - TV 방송 음성(마샤 그레이엄)
- 민응식 - 세이버투스(타일러 메인) / 술집 주인 / 경찰
- 홍승섭 - 토드(레이 파크) / 켈리의 보좌관(매튜 샤프) / 경찰
- 전광주 - 아이스맨(숀 애슈모어) / 바비
- 윤여진 - 돌연변이 학생(서멜라 케이)